# Pericyma delineosa
Pericyma delineosa là một loài bướm đêm trong họ Erebidae.